# United States Transportation Command
United States Transportation Command (USTRANSCOM), Förenta staternas transportkommando, är ett av USA:s försvarsgrensövergripande militärkommandon med funktionellt ansvarsområde. USTRANSCOM:s uppdrag är att samordna och leda det amerikanska försvarets världsomspännande transportbehov i luften, till sjöss och på land. Militärbefälhavaren för USTRANSCOM är direkt underställd USA:s försvarsminister.

## Historik
Andra världskriget, Berlinblockaden, Koreakriget och Vietnamkriget hade samtliga påvisat det amerikanska försvarets omfattande transportbehov. 1979 bildades försvarsmyndigheten Joint Deployment Agency för att åtgärda de brister som fanns, men flera studier visade att det kvarstod betydande brister som krävde en annan organisationsform. 
President Ronald Reagan uppdrog åt försvarsminister Caspar Weinberger den 18 april 1987 att inrätta ett försvarsövergripande militärkommando för transporter. Efter att senaten godkänt presidentens val av militärbefälhavare kunde kommandot aktiveras den 1 juli 1987. Trots den nya organisationsformen fanns det fortfarande samordningsproblem kvar gentemot försvarsgrenskomponenterna och deras militärdepartement. Förändringar som syftat till ökad centralisering och utökade befogenheter för USTRANSCOM:s militärbefälhavare har skett 1992, och senast 2003 då försvarsminister Donald Rumsfeld utsåg USTRANSCOM som huvudansvarig för det strategiska distributionssystemet.
Under operation ökensköld och operation ökenstorm som pågick i sju månader 1990-1991 förflyttade USTRANSCOM:s enheter 504 000 passagerare, 4,2 miljoner m³ torrlast och 5 530 000 ton petrokemiska varor till U.S. Central Commands geografiska ansvarsområde. Under 1995 understödde USTRANSCOM 76 humanitära insatser, genomförde 94 av samfällda stabscheferna arrangerade övningar och besökte 4/5 av världens då 192 suveräna stater. Behovet av global transportförmåga för att kunna föra expeditionär krigföring tycks vara axiomatiskt.
Högkvarteret för USTRANSCOM ligger på Scott Air Force Base, nära staden Belleville i delstaten Illinois.

## Underlydande enheter
- Arméns komponent: Surface Deployment and Distribution Command (SDDC). SDDC har drygt 10 000 containrar och 1350 järnvägsvagnar. Tillsammans med den federala vägsstyrelsen, Federal Highway Administration, definierar man vad som utgör USA:s strategiska vägnät.
- Flottans komponent : Military Sealift Command (MSC). MSC har ett stort antal fartyg, både militärt och civilt bemannade transport- och stödfartyg.
- Flygvapnets komponent: Air Mobility Command (AMC). AMC har transportflyg av typerna C-130 Hercules, Boeing C-17 Globemaster III, Lockheed C-5 Galaxy samt lufttankningsflyg av typerna McDonnell Douglas KC-10 Extender och KC-135 Stratotanker till sitt förfogande.

## Militärbefälhavare
- 1. General Duane H. Cassidy, Förenta Staternas flygvapen | 1 juli 1987 - 21 september 1989
- 2. General Hansford T. Johnson, Förenta Staternas flygvapen | 22 september 1989 - 24 augusti 1992
- 3. General Ronald R. Fogleman, Förenta Staternas flygvapen | 25 augusti 1992 - 17 oktober 1994
- 4. General Robert L. Rutherford, Förenta Staternas flygvapen | 18 oktober 1994 - 14 juli 1996
- 5. General Walter Kross, Förenta Staternas flygvapen | 15 juli 1996 - 2 augusti 1998
- 6. General Charles T. Robertson, Jr., Förenta Staternas flygvapen | 3 augusti 1998 - 5 november 2001
- 7. General John W. Handy, Förenta Staternas flygvapen | 5 november 2001 - 7 september 2005
- 8. General Norton A. Schwartz, Förenta Staternas flygvapen | 7 september 2005 - 11 augusti 2008
- tf. Viceamiral Ann E. Rondeau, Förenta Staternas flotta | 11 augusti 2008 - 5 september 2008
- 9. General Duncan J. McNabb, Förenta Staternas flygvapen | 5 september 2008 - 14 oktober 2011
- 10. General William M. Fraser III, Förenta Staternas flygvapen | 14 oktober 2011 - 5 maj 2014
- 11. General Paul J. Selva, Förenta Staternas flygvapen | 5 maj 2014 - 31 juli 2015
- tf. Viceamiral William A. Brown, Förenta Staternas flotta | 31 juli 2015 - 26 augusti 2015
- 12. General Darren W. McDew, Förenta Staternas flygvapen | 26 augusti 2015 - 24 augusti 2018
- 13. General Stephen R. Lyons, Förenta Staternas armé | 24 augusti 2018 - Sittande